# Эльзас (криминальный район)

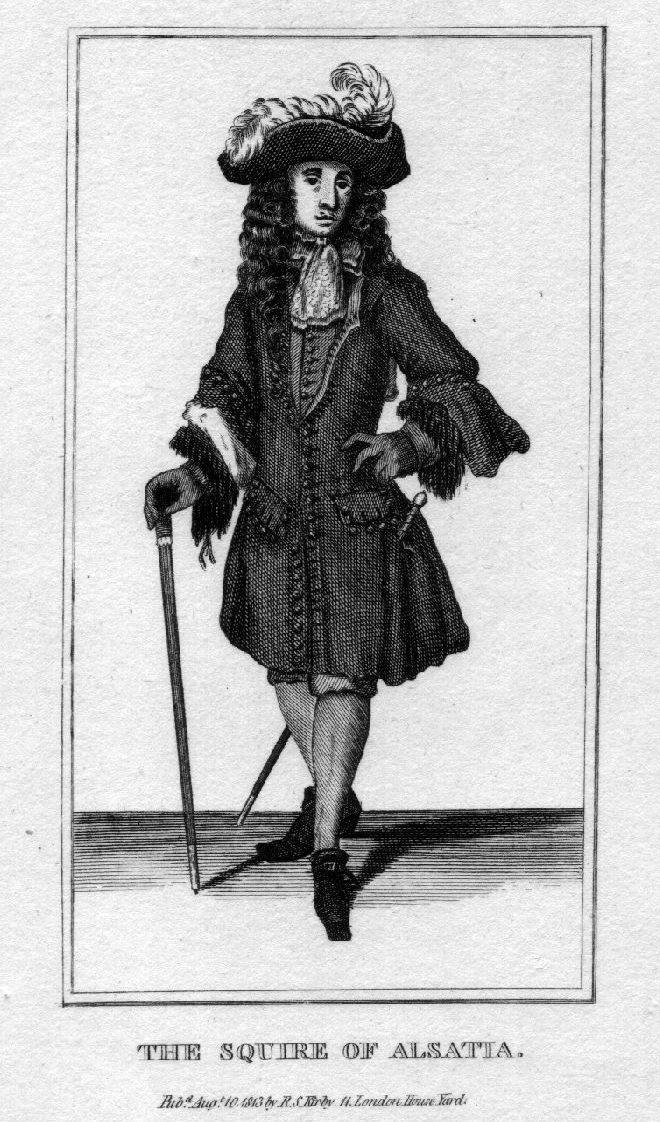
Марцеллус Ларон (Marcellus Laroon). «Эльзасский сквайр», 1687. На гравюре изображён знаменитый преступник Забияка Доусон, который выглядит словно джентльмен, а не уголовник

Эльзас, также Эльзасия, Алсатия (англ. Alsatia) — неофициальное название лондонского криминального района Уайтфрайерс. До 1540 года здесь располагался монастырь кармелитов, от которого он и получил своё название (Whitefriars — букв. белые братья). Орден был основан в середине XII века во время крестовых походов монахами, прибывшими в Святую Землю из Западной Европы и поселившимися на горе Кармель. После поражения крестоносцев орден был вынужден эмигрировать в Европу. Некоторые кармелиты нашли сторонника в лице Ричарда, графа Корнуолла, и брата короля Генриха III, который помог им отправиться в Англию, где в 1240-е годы в Лондоне началось строительство монастыря (в районе Сити). Кармелитам было разрешено предоставлять убежище преступникам. После того как в XVI веке монастырь был ликвидирован, за районом Уайтфрайерс сохранился статус убежища. В 1608 году король Яков I регламентировал и расширил его привилегии. В 1623 году было законодательно запрещено укрывательство злоумышленников. В 1697 году этого права были лишены злостные неплательщики, а также другие нарушители гражданско-правовых норм. По одной из версий, название района на воровском жаргоне восходит к исторической области Эльзас, которая была пограничной между Францией и Германией, и где искали убежища с обеих берегов реки Рейн. Питер Акройд также писал, что название возникло по аналогии с пограничной областью, так в лондонский Эльзас «не отваживались заходить ни приходские, ни муниципальные блюстители порядка: как только они появлялись, вокруг сразу начинали кричать „Убежище!“ и „Бей ищеек!“, хватали несчастных и безжалостно избивали их». В современную эпоху район находится между Дорсет-стрит и Мэгпай-элли, а также между Солсбери-сквер и Хэнгинг-Сорд-элли.
Криминализированное сообщество района не способствовало его процветанию, но колоритные особенности быта, ночлежки, притоны и индивидуальные характеры, привели к тому, что Эльзас неоднократно описывался в произведениях литературы. В широкую культуру район вошёл благодаря успеху пьесы Томаса Шедвелла «Эльзасский сквайр» (The Squire of Alsatia, 1688). При создании романа «Приключения Найджела» (1822) Вальтер Скотт опирался на сведения из пьесы Шедвелла. На истории Эльзаса он останавливался в предисловии романа. В главе 16 Скотт описывал преступный район следующим образом: «Уайтфрайерс, расположенный по соседству с Темплом, хорошо известный тогда в воровском мире под названием Эльзас, в то время и в течение почти всего последующего столетия обладал привилегией убежища, если только приказ об аресте не был издан верховным судьей или членами Тайного совета. В самом деле, так как это место кишело всевозможными головорезами, обанкротившимися горожанами, разорившимися игроками, отпетыми кутилами, дуэлянтами, бандитами, наёмными убийцами, распутниками и развратниками всех видов и оттенков, связанными общим стремлением сохранить неприкосновенность своего убежища, то предписания об аресте, исходящие даже от этих самых высших властей, блюстителям закона было трудно и небезопасно приводить в исполнение среди людей, которые могли пользоваться безопасностью лишь вопреки всяким предписаниям или властям». После Скотта район неоднократно фигурировал в произведениях английской классической литературы (Чарльз Диккенс и др.). Л. Хант посвятил описанию Эльзаса серию очерков в книге «Город» (1848).